# Pernegg an der Mur
Pernegg an der Mur é um município da Áustria, situado no distrito de Bruck-Mürzzuschlag, no estado da Estíria. Tem 86,01 km² de área e sua população em 2019 foi estimada em 2.341 habitantes.